# Fleur de naissance
La fleur de naissance est une tradition qui consiste à associer chaque mois lunaire à une fleur spécifique. Cette tradition, antérieure au christianisme, s'est progressivement fixée, notamment à la suite de l'adoption du calendrier grégorien. Tombée en désuétude, elle semble vouloir renaître à la suite des promotions de la part de certaines associations de fleuristes.

## Liste de fleurs de naissance
| Mois      | Fleur                           | Symbolique selon le langage des fleurs |
| --------- | ------------------------------- | --- |
| Janvier   | œillet commun / perce-neige     | L'œillet symbolise l'amour, la fierté, la beauté, la pureté, la distinction et la fascination. Le perce-neige symbolise l'espoir.                                  |
| Février   | violette / iris                 | La violette, dont la tête est toujours un peu penchée, symbolise la modestie. L'iris symbolise la foi, le courage et la sagesse.                                   |
| Mars      | narcisse                        | Le narcisse jaune symbolise la renaissance et les nouveaux commencements ainsi que l'amour non partagé. Le narcisse blanc symbolise l'égotisme.                    |
| Avril     | pois de senteur                 | Le pois de senteur symbolise la modestie et la simplicité. La marguerite symbolise l'innocence et la pureté et est la fleur du cinquième anniversaire de mariage.. |
| Mai       | lis                             | Le muguet de mai symbolise l'humilité, la chasteté et le bonheur. Le lis symbolise pureté et majesté.                                                              |
| Juin      | rose                            | Rose Amour, gratitude, appréciation |
| Juillet   | pied d'alouette                 | Le pied d'alouette symbolise un cœur ouvert et l'affection ardente, mais aussi la légèreté.                                                                        |
| Août      | pavot / glaïeul                 | Le pavot symbolise donc le sommeil éternel et le néant, mais aussi l'imagination. Le glaïeul symbolise la force de caractère.                                      |
| Septembre | aster                           | L'aster symbolise l'amour, l'élégance et la délicatesse. |
| Octobre   | souci                           | Le souci symbolise le chagrin, la peine et le désespoir,. |
| Novembre  | chrysanthème                    | Le chrysanthème symbolise l'amitié, l'éternité et l'abondance. |
| Décembre  | houx / narcisse paperwhite (en) | Le houx est le symbole de l'insensibilité. Le narcisse paperwhite symbolise la froideur et l'estime de soi.                                                        |